# 阿夸罗
阿夸罗（義大利語：Acquaro），是意大利维博瓦伦蒂亚省的一个市镇。总面积25平方公里，人口2658人，人口密度106.3人/平方公里（2009年）。